# Cinéma de montagne

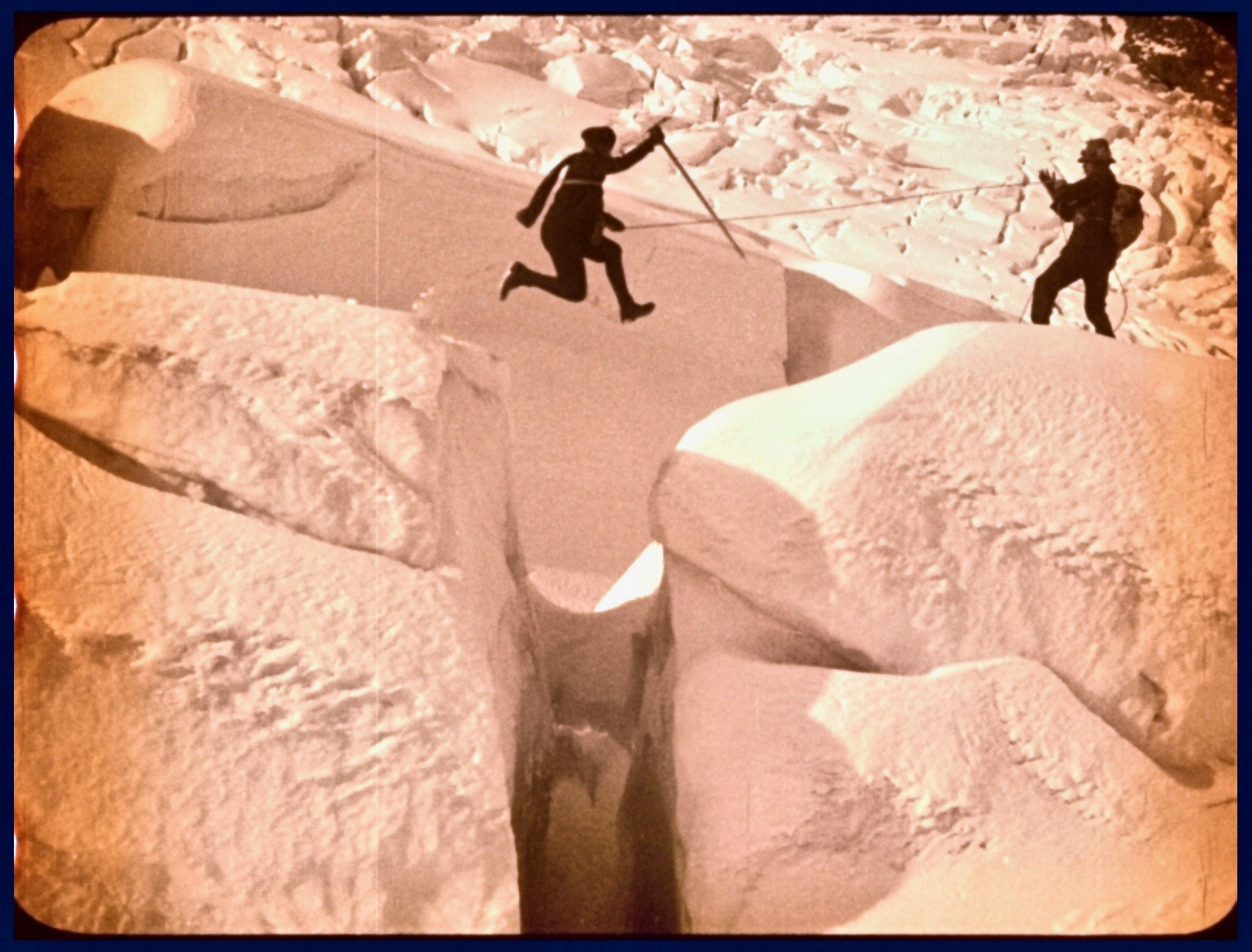
Capture d'écran du film documentaire muet allemand À l'assaut de la montagne (Im Kampf mit dem Berge) réalisé en 1920 par le réalisateur Arnold Fanck.

Le cinéma de montagne est un genre cinématographique qui représente la montagne. Il ne se résume pas uniquement au « cinéma en montagne » qui qualifie plutôt les films dans lesquels la montagne n'est qu'un décor et non l'enjeu du film. Le cinéma de montagne se caractérise plutôt par des films dont la montagne est l'enjeu du film, que cet enjeu soit sportif, dramatique, symbolique, poétique, romantique, etc. Il compte aussi les films exposant les cultures populaires de la montagne.
Le cinéma de montagne peut recouvrir des documentaires et des films de fiction.

## Théorie du cinéma de montagne

### Les symbolismes de la montagne
La montagne constitue un cadre riche de sens pour raconter une histoire :
- lieu « inaccessible », proche du ciel, la montagne constitue depuis toujours un lieu symbolique associé aux divinités ceci que ce soit en Europe (l'Olympe grec par exemple), dans les religions juive et chrétienne (Moïse et les tables de la Loi) ou ailleurs (les temples-montagne hindouistes par exemple). Dans le cinéma, la montagne constitue un lieu de pureté (voir La Lumière bleue) dont l'ascension peut constituer un cheminement mystique ;
- lieu de danger et de risque, la montagne constitue aussi un décor idéal pour tout évènement dramatique ou héroïque. Voire des terrains d'actions pour des héros tels James Bond ;
- défi à l'homme, la montagne contribuera aussi dans les années 1930-1950 à nourrir une idéologie nationaliste, en particulier dans les pays germaniques (Leni Riefenstahl et Luis Trenker).

### La montagne, décor ou héros?
Au début du XXe siècle, la représentation de la montagne dans le cinéma professionnel se faisait essentiellement de deux manières :
- la propagande touristique avec souvent de long plans fixes et au mieux des travellings ;
- des films dans lesquels la montagne était un décor servant à dramatiser une intrigue extérieure (sentimentale, policière, d'espionnage, etc.). Les plus beaux exemples sont les films allemands, dont ceux de Leni Riefenstahl.

À côté de cela, des alpinistes tournaient des films, généralement des souvenirs de leur courses, dont la diffusion ne dépassait pas leur entourage.
En réaction contre cela, des cinéastes et surtout des alpinistes, en particulier Marcel Ichac à partir de 1934, décidèrent de replacer la montagne au centre du film :
- la montagne (son ascension en particulier) doit constituer le centre de l'intrigue ;
- les acteurs doivent être de véritables alpinistes : pas de trucage (c'est le cinéma vérité) ;
- la caméra doit accompagner l'alpiniste dans son exploit sportif. Ce qui ne devint possible qu'avec des caméras légères (En 1934, Marcel Ichac acheta une caméra d'exploration ethnologique allemande aux Puces) et non plus des caméras fixes sur pied ;
- le cinéaste doit donc lui aussi être un alpiniste accompli.

« Marcel Ichac, avec son idée du cinéma-vérité (« Tout se serait passé de le même façon si la caméra n’avait pas été là », disait-il à propos des Aiguilles du Diable) lançait un véritable débat qui n’est aujourd’hui toujours pas clos : qu’est-ce que le cinéma de montagne ? » (Marc Fenoli).
« Le XIXe siècle a inventé la montagne et le cinéma. Ils se rencontrèrent pour se mettre au service l'un de l'autre, selon une association complexe dans laquelle il reste à démêler la fiction du documentaire. Investies diversement, les images de la montagne ont souvent précédé et servi le cinéma. Entre vision de l'histoire et miroir de la société. » (La montagne et l'alpinisme)
Le cinéma de montagne est donc avant tout un genre documentaire, même si une part de fiction peut y être apportée (voir Les Étoiles de midi de Marcel Ichac).
Reste que des films de fiction purs, ayant assimilé les leçons des alpinistes, peuvent représenter la montagne avec beaucoup de beauté ou de force (Cliffhanger).

## Histoire du cinéma de montagne

### Les premiers reportages (à partir de 1901)
- Le premier film du cinéma de montagne est le film Cervin, tourné en 1901, six ans après l’invention du cinéma, par un cinéaste probablement suisse qui n’a pas laissé son nom à l’histoire. C’est un film de quelques minutes qui relate les principales étapes de l’ascension depuis Zermatt.
- Le film de l'alpiniste américain Frank Ormiston-Smith au mont Blanc en 1903.
- Drame sur les glaciers de la Blumlisalp (1905), réalisé par Félix Mesguich, avec le docteur Biely (suisse). Un sauvetage sur le glacier suisse (2 800 mètres d’altitude) dominé par l’Eiger et la Jungfrau. Puis Félix Mesguich et le docteur Biély seraient partis tourner d’autres films de montagne.

### La domination italienne sur le documentaire de montagne (années 1910)
Les Italiens (en particulier turinois) vont dominer le cinéma de montagne des années 1910.
- Ascension au Cervin (1911) réalisé par Mario Piacenza, « premier alpiniste à avoir tourné un film de montagne », selon Marc Fenoli. Dès 1908, il aurait tourné à 4 000 mètres.
- Ascension à la Dent du Géant (1911), réalisé Mario Piancenza.
- À 3 000 mètres sur l’Adamalo (1916), film militaire réalisé par Luca Comerio et Paolo Granata.
- À travers les glaciers et les neiges du Tonale (1918), film militaire anonyme.
- Maciste alpino (1916) réalisé par Giovanni Pastrone : film de guerre italien. C’est avec lui « que le cinéma de montagne prendra le tournant qui le fera évoluer du documentaire au film à intrigue. » (Marc Feboli).

Les Italiens vont réaliser les premiers films himalayens :
- L’Expédition du duc des Abruzzes au K2 (1909) réalisé par Vittorio Sella. Premier film himalayen au monde.
- Dans l’Himalaya du Cachemire (1913), réalisé par Mario Piancenza.

Plus tard, les Britanniques réaliseront un film lors de l’expédition de 1924 en Himalaya.

### La montagne comme décor (années 1920)
« La scénarisation, au début des années vingt, fait prendre au cinéma de montagne un tournant décisif. Pour un certain nombre de productions, la montagne devient le cadre, et seulement le cadre, d’une trame romanesque dont l’action n’est pas strictement liée au milieu montagnard. » (Marc Fenoli).
- Des westerns sont tournés au pied des montagnes Rocheuses.
- Blind husbands ou La Loi des montagnes (1919), réalisé aux États-Unis par Erich von Stroheim (la montagne justicière « engloutit » un séducteur).
- Jocelyn (1921) et Geneviève (1923) réalisé par Léon Poirier, adaptés de Lamartine.
- Fleur des neiges (192 ?) réalisé par Paul Barlatier (intrigue amoureuse à 2 700 mètres d’altitude).
- La Roue (1922) réalisé par Abel Gance (la montagne comme symbole du destin).

### L'école allemande: la montagne dramatisée (1924-1939)
C’est l’école « allemande » (en fait d’expression germanique au sens large) qui va dominer ce cinéma dans lequel la montagne est utilisée comme un décor dramatique. Ce sont principalement les films de Fanck, Trenker et Riefenstahl. Une domination d’une bonne décennie inaugurée par La Montagne sacrée (1924) d'Arnold Fanck (mais il commence à tourner dès 1913 ?).
La montagne est en fait plus qu’un décor dramatique : elle entre de plain-pied dans l’intrigue. « Elle en constitue même l’élément moteur, par le cadre et sa dimension dramatique, mais surtout par les rapports induits entre elle et les personnages. » (Marc Fenoli). Caractéristique de la culture allemande, la montagne et la nature est vue comme triomphante, inspirant ferveur ou crainte sacrée. Une vision romantique qui se coulera très bien dans l’idéologie nazie.
- Arnold Fanck réalise notamment Prisonniers de la montagne (1929), Tempête sur le mont Blanc (1931), avec Leni Riefenstahl et un champion de ski allemand, Der weisse Rausch (L'Ivresse blanche) (1932) (l’un des premiers films sur le ski) et SOS Iceberg (1933).
- Leni Riefenstahl réalise notamment Das blaue Licht (La Lumière bleue) (1932), puis des films de propagande du régime.
- Luis Trenker réalise notamment Der Kampf ums Matterhorn (Combat pour le Matterhorn) (1928) (chronique de l’ascension du Cervin par Whymper) (film réalisé avec Mario Bonnard, Nunzio Malasomma), Monts en flamme (1931) (sur la guerre austro-italienne), Le Guet-apens (1932), Le Fils prodigue (Der verlorene Sohn) (1934) (un alpiniste à New York), Drame au Cervin (1935-1938), Lettre d’amour d’Engadine (1938).

### Les films qui passaient en France vers 1930
Voici les principaux films de montagne auxquels on pouvait assister en France vers 1930 : « On voyait en France à cette époque, quelques bons films de montagne. Jean Tedesco, au Vieux-Colombier, repassait régulièrement La Traversée du Grépon filmée par Gaston Chelle que nous retournions voir chaque fois avec dévotion, tandis qu’une petite salle de Chamonix avait constitué un programme exclusivement composé de films d’alpinisme dus à Georges Tairraz, autre vétéran du cinéma de montagne, lui aussi toujours sur la brèche. L’un de ces films montrait l’Ascension des Aiguilles Ravanel et Mummery, escaladées par deux jeunes guides affublés de culottes cyclistes : les frères Armand et Georges Charlet (…) À Paris, nous courions voir les films allemands, toujours terriblement dramatiques, d’Arnold Fanck et Luis Trenker. Comme ces films avaient eu beaucoup de succès, tout au moins en France, les producteurs austro-allemands inondèrent les écrans français. Chaque film comportait obligatoirement une scène d’amour sur la terrasse d’un refuge, cadrée sur fond de montagne, une avalanche, et une scène de nuit avec recherche des victimes par une caravane de guides brandissant des flambeaux et marchant, suivant le cas, à pied ou à ski. Car le ski se conjuguait à l’alpinisme pour les besoins de la mise en scène. Pour être passés des Prisonniers de la Montagne à Tempête sur le mont-Blanc et d’Ivresse blanche aux Chevaliers de la Montagne, nous n’est étions pas plus heureux pour cela. » (N.B. : pour la qualité de l’authenticité) (Marcel Ichac, Quand brillent les étoiles de midi, éd. Arthaud, Paris, 1960, page 11-12).

### L'école française, un humanisme (années 1940-1960)
Dans les années 1930, s'affirme une école française du cinéma de montagne, moins expressionniste, plus dépouillée et réaliste que l'école allemande. Ce sont les films de Marcel Ichac, Roger Frison-Roche, Samivel, Georges Tairraz, etc. Elle se développe selon les principes fixés par Marcel Ichac, en opposition avec l’école allemande. Il s’agit à la fois de sortir de la vision dramatique de la montagne et de placer la montagne et les alpinistes au cœur de l’intrigue. « Le cinéma de montagne, versant français, aura imposé une nouvelle version, dépouillée de tout pathos, qui fera sa place au geste et à la relation pure de l’homme avec la montagne. » (Marc Fenoli).
- Georges Tairraz ouvre la voie dès 1924 avec Ascension des aiguilles Ravanel et Mummery (1924).
- Le premier film manifeste de cette école sera À l'assaut des aiguilles du Diable (1942) de Marcel Ichac.
- Il est suivi par Premier de cordée (1943), de Louis Daquin, d’après le roman de Roger Frison-Roche. Il est « le premier film à scénario à ouvrir au cinéma de montagne d’autres perspectives que le drame. » (Marc Fenoli).
- Les Étoiles de midi (1958) de Marcel Ichac a été l'entreprise réussie de sortir le cinéma de montagne, et ceci dans son acception la plus rigoureuse (que la montagne et l'alpinisme soit le centre du sujet du film, sa raison d'être), de son ghetto pour en faire un genre grand public.

En 1944, l'historien du cinéma Pierre Leprohon résumait ainsi les premières décennies du cinéma de montagne : « De tout ce que nous a apporté le cinéma alpestre, des images se détachent, mais trois noms restent en lumière : Arnold Fanck, Luis Trenker, Marcel Ichac. Trois noms de cinéastes qui furent d’abord des alpinistes. C’est par une connaissance personnelle de la montagne qu’ils sont parvenus à nous en donner les images les plus véridiques et aussi les plus émouvantes. (…) Les trois hommes que nous venons de citer n’ont rien en commun sinon l’amour de la montagne et de leur art. Leur expression diffère dans la mesure même de leur personnalité. Arnold Fank s’est servi de la montagne comme d’un motif symbolique ou dramatique. Luis Trenker y voit un élément de pittoresque et d’exaltation. Marcel Ichac, une école d’énergie et d’endurance. Trois formes d’inspiration aboutissent à trois expressions différentes : le symbole, l’évocation, le document. » (Pierre Leprohon, Le Cinéma et la montagne, éditions Jean Susse, Paris, 1944, page 141).
Marcel Ichac utilisera des caméras allemandes portatives prévues pour les films ethnologiques pour révolutionner le cinéma de montagne. La caméra légère permet en effet de se trouver au cœur de l'action, de skier ou de grimper avec la caméra. « « En ces temps-là (dans les années 1930), les opérateurs professionnels se déplaçaient avec de grosses caméras à moteurs électriques. Le poids de la caméra, des batteries, sans compter le pied et les films, empêchaient l’opérateur de circuler. » (expliquait Marcel Ichac). Avec sa caméra portative, Ichac, lui, va pouvoir garder un skieur dans son champ pendant plusieurs secondes ; il pourra aussi se déplacer sur une paroi pour suivre le grimpeur. Il sera au cœur de l’action, à côté du sportif. » (Marcel Ichac, Le Maître incontesté du cinéma de montagne, Pierre Minvielle, in La Montagne et Alpinisme, 3-1994, p. 12-14).
La méthode Ichac marquera le cinéma de montagne : « Marcel Ichac a fait école ; pas simplement parce qu’il a été le premier cinéaste français de montagne, mais surtout parce qu’ayant abordé le cinéma en professionnel, c’est-à-dire avec les exigences d’une véritable écriture cinématographique (scénario, cadrage, mise en scène), il n’a pas renié sa vocation d’alpiniste, laissant à la montagne sa pleine dimension. En particulier, il s’est toujours efforcé de tourner les différentes séquences au lieu et à l’heure où elles étaient supposées avoir lieu. Cette exigence reprise par ses propres collaborateurs (Jacques Ertaud, Jean-Jacques Languepin, René Vernadet, etc.) est devenue un label : celui de l’authenticité ». (Hommage à Marcel Ichac, Yves Ballu, vers 1986 in ???).
À l'instar de Marcel Ichac, plusieurs grands alpinistes français de la génération suivante ont décidé de tenir eux-mêmes la caméra, dont Lionel Terray, Gaston Rébuffat, etc.

### L’échec d’Hollywood (années 1950)
Les États-Unis mettront du temps avant d’absorber les leçons du cinéma de montagne français. Hollywood tentera essentiellement de se situer dans le sillage de l’école allemande, exploitant principalement la montagne comme un décor dramatique.
- La Neige en deuil (1956), réalisé par Edward Dmytryk, d’après un roman d'Henri Troyat, avec Spencer Tracy.
- Le Troisième Homme sur la montagne (1959), réalisé par Ken Annakin, produit par Walt Disney.

(A compléter)

## Listes des principaux films de montagne
Parmi les films qui marquèrent le cinéma de montagne :
- Die Geierwally (1921), et les remakes de 1940, 1956 et 1988 ;
- L'Enfer blanc du Piz Palü (Die weiße Hölle vom Piz Palü) (1929) d'Arnold Fanck et Georg Wilhelm Pabst ;
- La Lumière bleue (Das blaue Licht) (1932) de Leni Riefenstahl ;
- Karakoram de Marcel Ichac (1937) ;
- Le Défi (Der Berg ruft!) (1938) ;
- La Traversée du Grépon de Gaston Chelle (1925) ;
- La Traversée du Grépon d'André Sauvage, 1923. 7 780 m à l'époque, seules 6 min sont conservées aujourd'hui ;
- Les films de Georges Tairraz ;
- À l'assaut des aiguilles du Diable (1942) de Marcel Ichac. Dans ce film, le légendaire guide Armand Charlet réalise devant la caméra une célèbre ascension réalisée quelques années auparavant ;
- Les Étoiles de midi (1958) de Marcel Ichac, avec notamment pour acteur les alpinistes Lionel Terray, René Desmaison et Michel Vaucher. Ce film est considéré comme « le grand classique » du cinéma de montagne ;
- La Mort d'un guide (1975) de Jacques Ertaud ;
- La Sanction (1975) de Clint Eastwood ;
- Opération Survie, Huascaran 1979 (1979) de Nicolas Jaeger : 60 jours seul à 6 700 m ;
- Cinq jours, ce printemps-là (1982) ;
- L'Ascension du Chimborazo (1989) de Rainer Simon, avec Jan Josef Liefers dans le rôle d'Alexander von Humboldt ;
- K2 (1991) de Franc Roddam ;
- Cliffhanger (1993) ;
- Everest (1998) (IMAX movie) ;
- Vertical Limit (2000) ;
- La Mort suspendue (2003) ;
- Duel au sommet (Nordwand) de Philipp Stölzl (2008) ;
- Everest (2015) de Baltasar Kormákur ;
- Free Solo (2019) ;
- Kaizen (2024) de Basile Monnot ;
- Un Pasteur, film documentaire français réalisé par Louis Hanquet, Grand prix documentaire national du Festival international de programmes audiovisuels documentaires de Biarritz (FIPADOC) 2024[1].

## Les festivals de films de montagne

### Les festivals membres de l'Alliance AICM
L'Alliance internationale pour le cinéma de montagne (International alliance for moutain film) compte (en 2012) 20 festivals et un musée dans 16 pays :
- International Mountain and Adventure Film Festival, à Graz (Autriche) ;
- Banff Festival of Mountain Films (Canada)[3] ;
- Teplice nad Metují (République tchèque) ;
- Festival du film de montagne et d'aventure d'Autrans (France)[4]. Il est coorganisé avec la Fédération française des clubs alpins et de montagne ;
- Kendal (Grande-Bretagne) ;
- Dundee (Grande-Bretagne) ;
- Cervino (Italie) ;
- Turin (Italie) ;
- Festival international du film de montagne et d'exploration de Trente (Italie)[5] ;
- Moscou (Russie) ;
- Poprad (Slovaquie) ;
- Festival international du cinéma de montagne et d'aventures de Torello (Espagne) ;
- Festival du film des Diablerets (Suisse) ;
- Lugano (Suisse) ;
- Taos (États-Unis) ;
- Mountainfilm à Telluride (Colorado, États-Unis) ;
- Festival Explos, festival de l'image des sports d'aventure d'Ax-les-Thermes en Ariège.

### Autres festivals
- Rencontres du cinéma de montagne à Grenoble
- Cortina d'Ampezzo (Italie)
- Hakuba (Japon)
- Festival du film de montagne et d'exploration à Saulxures-lès-Nancy
- Rencontres de la Cinémathèque d'images de montagne à Gap
- Montagne en Scène (France)

#### En français
- Un ouvrage de référence : Pierre Leprohon, Le cinéma et la montagne, Paris, Éditions Jean Susse, 1944, 184 p.
- Le témoignage d'un pionnier : Marcel Ichac, Quand brillent les Etoiles de Midi, Paris, Arthaud, coll. « Le Monde en images », 1960, 115 p.
- Marc Fenoli, « Le temps des pionniers : spécial festival du film d'Autrans », Montagnes magazine,‎ décembre 1994
- Françoise Rey et Catherine Cuenot, Chamonix fait son cinéma, mairie de Chamonix et conseil général de Haute-Savoie, 1995 (les films réalisés dans la vallée de Chamonix).
- Gianni Haver, « Le citadin dans les alpes et le montagnard en ville : échanges initiatiques dans le Bergfilm européen entre la Première et la Seconde Guerre mondiale », Babel 8, p. 203-214, 2003.
- Musée dauphinois, Stars et toiles des neiges : Cinéma en montagne, Grenoble, Glénat, coll. « L'Alpe » (no 35), 2006, 93 p. (ISBN 978-2-7234-5563-3)
- Marc Fenoli, « La montagne en scène », La montagne et l'Alpinisme, no 3,‎ septembre 2009

#### En italien
- (it) Giuseppe Grassi et Piero Zanotto, Montagne sullo schermo, Trente, Arti Grafiche Saturnia, 1965, 165 p.Histoire du cinéma de montagne mondial
- (it) Piero Zanotto, Le montagne del cinema, Turin, edizione dell Museo nazionale della Montagna, 1990, 251 p. (ISBN 978-88-85903-16-6)Panorama exhaustif et illustré du cinéma de (et en) montagne (documentaire et fiction)
- (it) Aldo Audisio, Cinema delle montagne : 4 000 film a soggetto sontagna, alpinismo, esplorazione, poli e regioni artiche, Turin, Museo nazionale della Montagna, 2004, 737 p. (ISBN 978-88-7750-929-1)Dictionnaire des films de fiction
- Gianni Haver, « Città e montagna nel Bergfilm europeo tra le due guerre », Memoria e Ricerca 19, 2005.
- Archives du Museo nazionale della montagne, Turin (Italie).